# Баїзо
Баїзо (італ. Baiso) — муніципалітет в Італії, у регіоні Емілія-Романья, провінція Реджо-Емілія.
Баїзо розташоване на відстані близько 330 км на північний захід від Рима, 60 км на захід від Болоньї, 23 км на південь від Реджо-нелль'Емілії.
Населення — 3392 особи (2014).
Щорічний фестиваль відбувається 10 серпня. Покровитель — святий мученик Лаврентій.

## Демографія
Населення за роками:

Станом на 1 січня 2023 року в муніципалітеті офіційно проживали 334 іноземці з 31 країни, серед них 87 громадян країн Євросоюзу та 7 громадян України.

## Сусідні муніципалітети
- Карпінеті
- Кастелларано
- Приньяно-сулла-Секкія
- Тоано
- В'яно